# Flet indiański

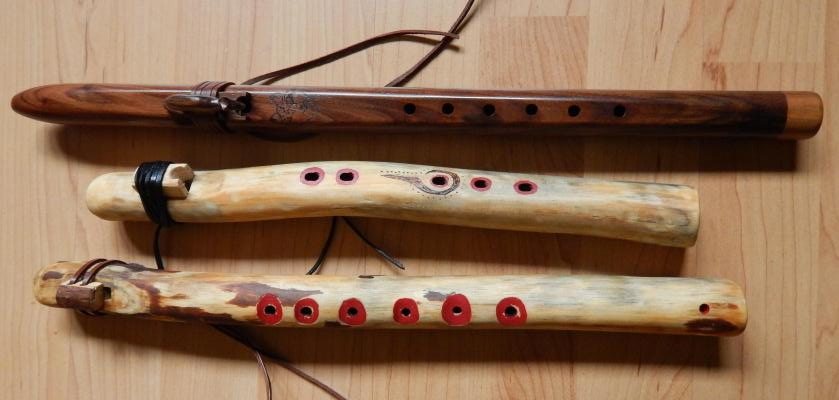
Przykładowe flety indiańskie ze świerka oraz z orzecha

Flet indiański, czasem zwany fletem północnoamerykańskim – flet prosty, kanałowy, najczęściej wykonywany z drewna. Instrument ten należy do grupy instrumentów dętych, do podgrupy aerofonów wargowych.
Flet ten jest charakterystycznym instrumentem rdzennych mieszkańców Ameryki Północnej, posiadającym ciepły dźwięk.
Współcześnie większość fletów indiańskich strojona jest do skali pentatonicznej.

## Historia
Za prekursora fletu indiańskiego uważa się flety Indian Anasazi, konstruowane w okresie 620-670 n.e. oraz podobne flety Indian Hopi. Były to flety proste.
Najstarszym fletem określanym mianem fletu indiańskiego jest instrument z kolekcji Giacomo Constantino Beltramiego, który znalazł go w regionie Minnesoty w 1823 roku. Pomiędzy tym instrumentem a fletami Anasazi i Hopi obecna jest pustka historyczna. Nie odnaleziono fletów będących ogniwami łączącymi współczesne flety indiańskie i pierwsze flety Anasazi.
Aktualnie funkcjonują dwie teorie. Pierwsza mówi, że współczesny flet indiański powstał w wyniku podpatrzenia przez rdzennych mieszkańców Ameryki konstrukcji europejskiego fletu prostego lub organów kościelnych, a konstrukcja tych instrumentów została przeniesiona na flet indiański i ten rodzaj fletu pojawił się dopiero w okresie kolonizacji Ameryki. Druga teoria mówi, że flet indiański jest efektem ewolucji, na którą nie miała wpływu kultura europejska. Teorię tę zdaje się potwierdzać kultura budowania fletów dwukomorowych kanałowych z River Cane oraz bambusa w Ameryce Północnej.

## Budowa

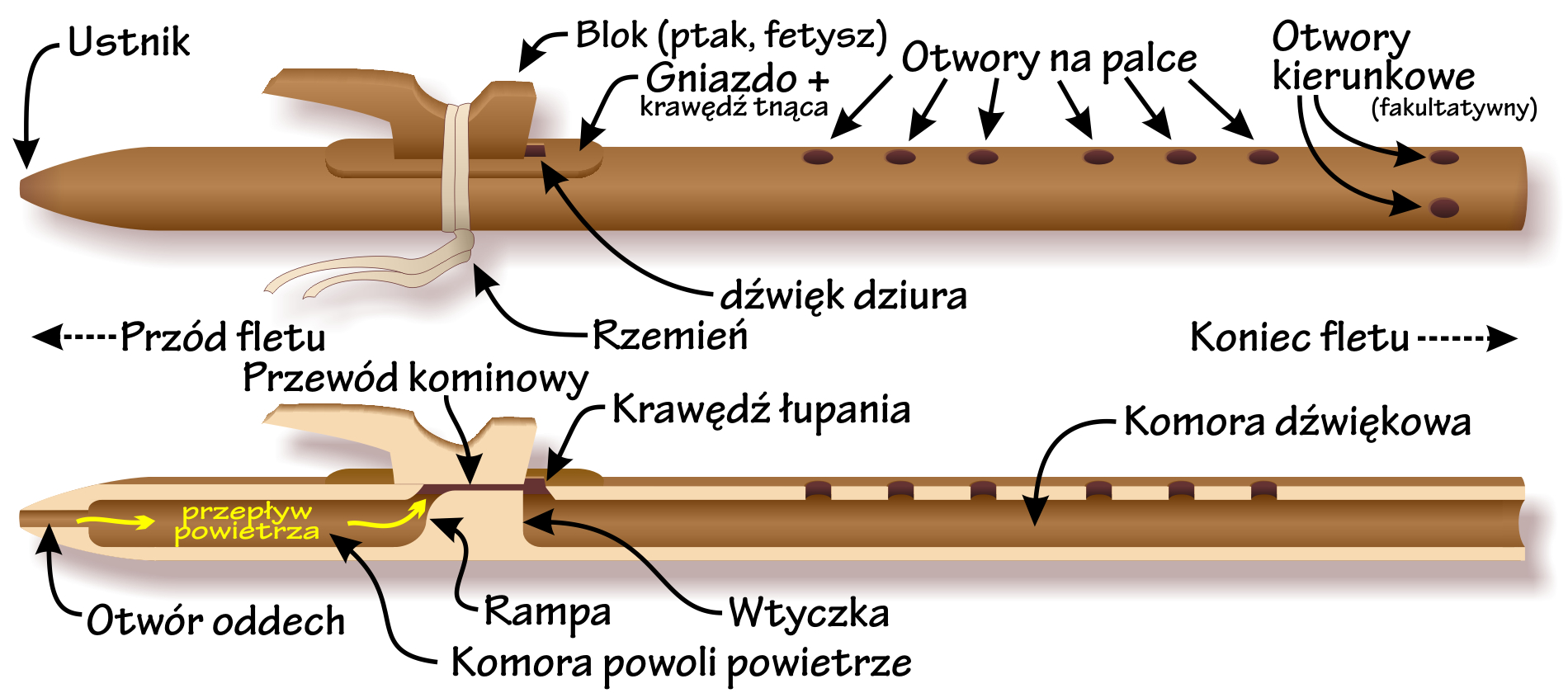
Budowa zewnętrzna fletu indiańskiego

Flet indiański jest fletem dmukomorowym. Powietrzne wdmuchiwane jest przez ustnik do pierwszej, przedniej komory powietrznej, zwanej komorą wolnego powietrza (ang. Slow Air Chamber, w skrócie SAC). W niektórych fletach komora ta pełni funkcję dodatkowego rezonatora, nadając instrumentowi specyficzne brzmienie.
Z pierwszej komory powietrze kierowane jest do kompresującego kanału powietrznego, zamykanego od góry przez „blok”. Blok to kawałek drewna, czasem rzeźbiony na kształt zwierzęcia.
Następnie z kanału tego skompresowane powietrze trafia na krawędź tnącą w otworze dźwiękowym (ang. True Sound Hole, w skrócie TSH), gdzie rozdzielane jest na dwa strumienie – jeden ze strumieni trafia od komory rezonansowej i powstaje dźwięk. W komorze rezonansowej umieszczone są otwory dźwiękowe na palce, umożliwiające granie melodii.
Pomiędzy komorami znajduje się ściana działowa, nad którą z pomocą rzemienia mocuje się blok. Ten fragment instrumentu nazywany jest gniazdem.
Tradycyjnie flety budowało się z drewna różnych rodzajów jałowca oraz z sekwoi. Współcześnie flet indiański budowany jest również z wiśni, orzecha oraz różnych rodzajów drewna egzotycznego. Wynika to z faktu, iż konstrukcją fletów w stylu indiańskim zajmują się dziś twórcy spoza Ameryki Północnej.

## Strojenie

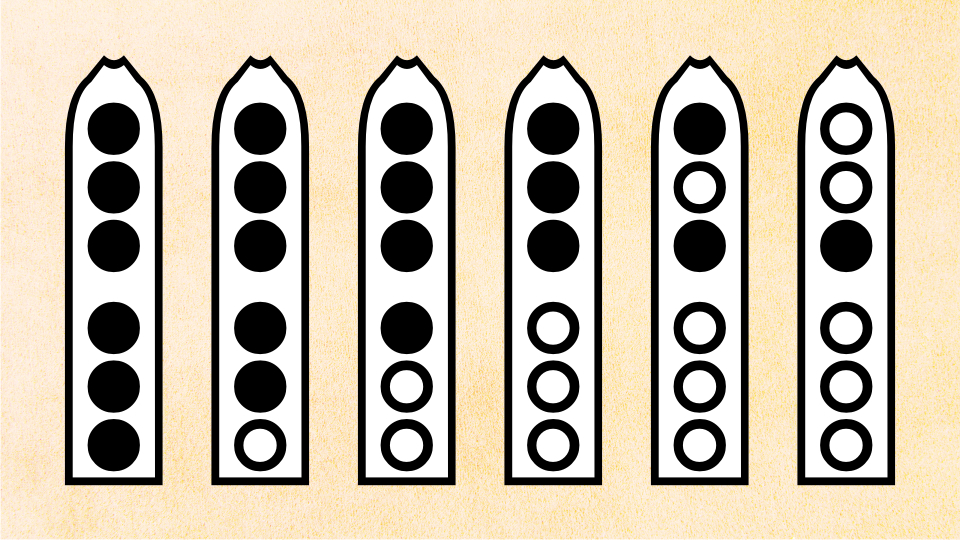
Układ palców dla pierwotnej skali (pentatoniczny moll) dla wielu współczesnych indiańskich fletów

Współcześnie większość fletów indiańskich strojona jest do skali pentatonicznej, o kluczu głównym od C2 do A5. Najpopularniejsze klucze główne to A4, G4 oraz F#4. Instrumenty te stroi się do tonacji koncertowej (A=440 Hz), co pozwala na dobre komponowanie się fletu indiańskiego z innymi instrumentami.
Najczęściej spotyka się flety pięcio- i- sześciootworowe. 

## Odrodzenie i współczesność
Od lat 60. XX wieku flet indiański zyskał dużą popularność na świecie. Wpływ na to miały ruchy kontrkulturowe lat 60. oraz odradzające się ruchy rdzennych mieszkańców Ameryki. Z połączenia tych dwóch nurtów ewoluowali fleciści tacy jak Doc Tate Nevaquaya, Mary Youngblood czy Carlos R. Nakai. Tego ostatniego uważa się za głównego popularyzatora fletu indiańskiego w latach 80. i 90. XX wieku.
Współcześnie, dzięki swojemu kojącemu brzmieniu, flet indiański jest popularnym instrumentem na całym świecie, znajdującym zastosowanie w różnych kręgach.